# Budara conversata
Budara conversata är en fjärilsart som beskrevs av Walker 1863. Budara conversata ingår i släktet Budara och familjen mätare. Inga underarter finns listade i Catalogue of Life.